# Lignit
El lignit és una varietat del carbó de qualitat intermèdia entre el carbó de torba i el bituminós. Normalment, té un color negre i una estructura fibrosa o llenyosa. Té una capacitat calorífica inferior (17200 KJ/kg) a la del carbó comú a causa del contingut en aigua (43,4%) i baix en carboni (37,8%). L'alt contingut de la matèria volàtil (18,8%) provoca la desintegració del lignit exposat a l'aire.
El lignit és torba que ha estat comprimida sota terra. La pressió ha expulsat la major part de l'aigua. Encara es poden observar algunes restes vegetals.
La varietat negra i brillant es denomina atzabeja.
N'hi ha jaciments als EUA, Alemanya, Rússia, Astúries, Guipúscoa, el Berguedà…

## Composició
- Carboni: 69%
- Hidrogen: 5%
- Oxigen: 25%
- Nitrogen: 1%